# Stare Brusno
Stare Brusno – dawna wieś, obecnie uroczysko w Polsce, położone w województwie podkarpackim, w powiecie lubaczowskim, w gminie Horyniec-Zdrój.
Od początku istnienia wsi mieszkańcy zajmowali się kamieniarstwem, korzystając z miejscowych złóż piaskowca i wapienia, pod górą Brusno (364,8 m).

## Historia
Pierwsza pewna wzmianka o Bruśnie (nie dzielonym jeszcze na Stare i Nowe) pojawia się w „akcie nadania wsi Horyniec z 1444 roku”, następnie w regestrze poborowym z 1531 r. Nazwa pochodzi od słowa „brus”. Większość publikacji podaje, że chodzi o brus, czyli drobnoziarnisty piaskowiec lub koło do ostrzenia narzędzi. Może to jednak być brus w znaczeniu słupa drewnianego, gdyż w Bruśnie nie wyrabiano kamieni do ostrzenia, a słowo to nie było znane wśród mieszkańców.
Pierwotnie osada występowała w składzie starostwa lubaczowskiego, w połowie XVI wieku została wyłączona z dóbr monarszych i do końca XVIII w. funkcjonowała jako niezależna dzierżawa. W odległości około 5 km, w dół doliny Brusienki (pierwotnie strumień nosił nazwę „Brodki”), lokowano nową część wsi, Wolę Bruśnieńską. Po I rozbiorze Polski władze austriackie podzieliły wieś na dwie części: Stare Brusno i Nowe Brusno (część zachodnia wsi, Wola Bruśnieńska), zakładając na terenie Nowego Brusna w ramach kolonizacji józefińskiej niemiecką osadę DeutschBach.

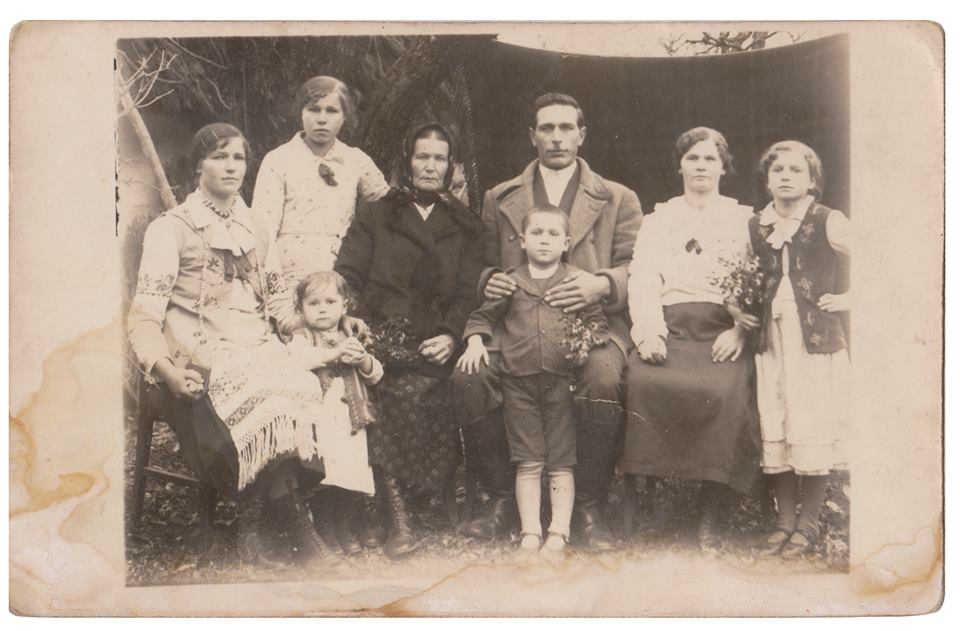
Rodzina Podgóreckich w Starym Bruśnie (1942)

W II Rzeczypospolitej wieś w powiecie lubaczowskim województwa lwowskiego. Do II wojny światowej trzy sąsiadujące wsie (Nowe Brusno, DeutschBach i Stare Brusno) łączyły się ze sobą i liczyły razem ponad 2000 mieszkańców. Brusno Stare zamieszkiwali głównie Ukraińcy, DeutschBach Niemcy, a Brusno Nowe Polacy.
Wieś została spalona przez Ludowe Wojsko Polskie w dniu 21 września 1945 podczas operacji przeciwko Ukraińskiej Armii Powstańczej. Część mieszkańców wysiedlono do ZSRR, a pozostałą część w 1947 podczas akcji „Wisła”. 5 grudnia 1945 r. w wyniku zasadzki zorganizowanej przez UPA zginęło 15 polskich żołnierzy, w tym 3 oficerów,  z 3 Dywizji Piechoty.
Teren dawnej wsi należy administracyjnie do Nowego Brusna.

## Urodzeni w Brusnie Starem

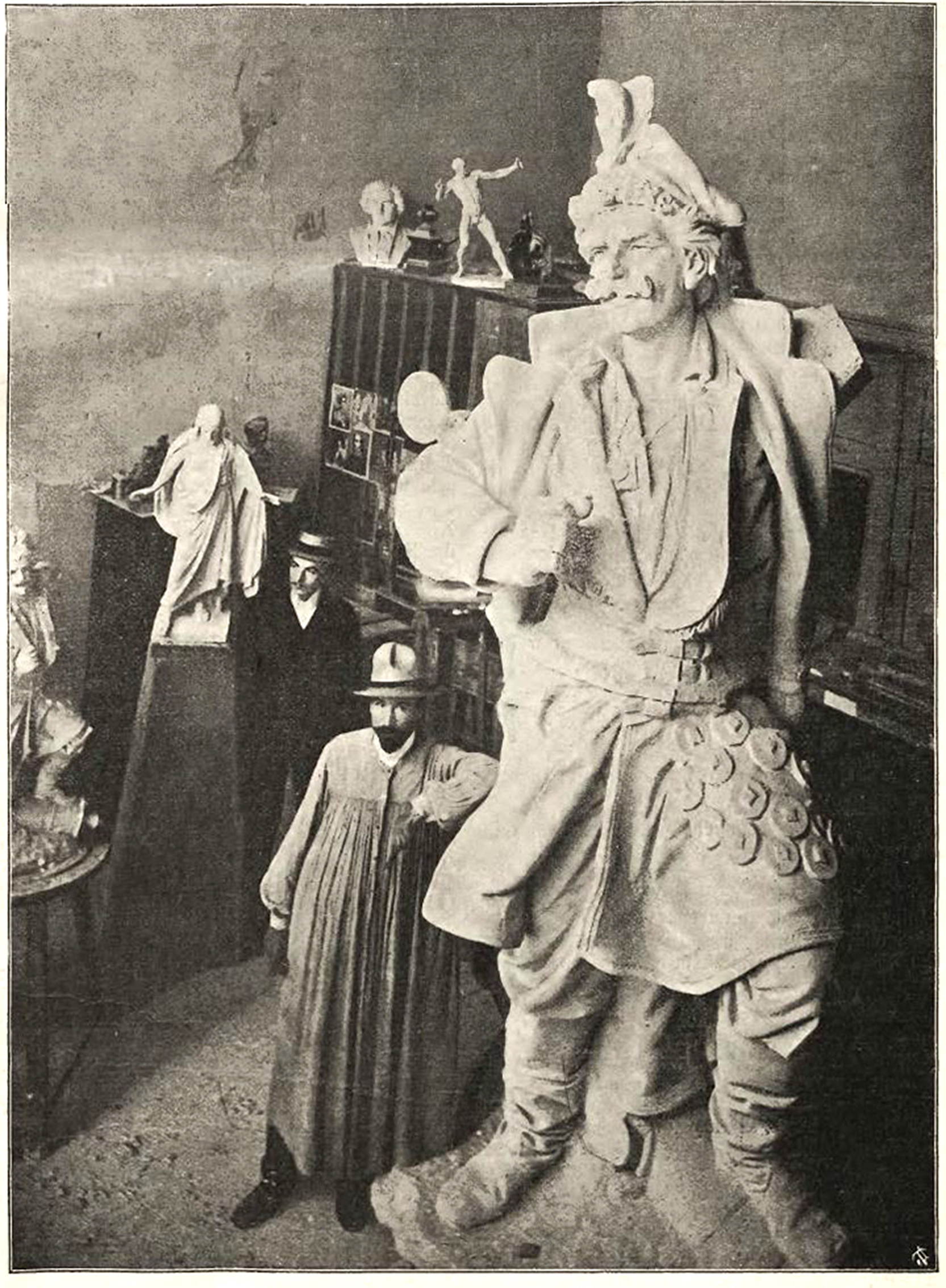
Kuźniewicz podczas prac nad pomnikiem Głowackiego we Lwowie (Nowości Ilustrowane, 1907)

Grzegorz Kuźniewicz (ukr. Григорій Кузневич, Hryhorij Kuznevych) – znany ukraiński rzeźbiarz. Studiował w Rzymie i Lwowie. Pracował we Lwowie, Stanisławowie, Stryju, Rawie Ruskiej, Cieszanowie, Bruśnie i okolicach. Najbardziej znane jego prace: pomnik Kilińskiego we Lwowie, pomnik Głowackiego we Lwowie, pomniki na grobach Szczepanowskiego i Szelenberga na cmentarzu Łyczakowskim we Lwowie, polichromia w cerkwi w Cieszanowie, pomnik Wolności na cmentarzu wojennym w Horyńcu-Zdroju.

## Zabytki
W lesie, który zarósł teren opuszczonej wsi, znajduje się miejsce po cerkwi. Ostatnia murowana cerkiew pw. św. Paraskewy była zbudowana w 1906 roku, a rozebrana w 1956. Przy fundamentach cerkwi stoją dwa krzyże. Jeden upamiętnia pierwsze misje w parafii w 1925 i znajduje się na miejscu dawnej drewnianej cerkwi, drugi 950 rocznicę chrztu Rusi. Przy cerkwisku zachował się miejscowy cmentarz, a na nim ponad 300 kamiennych nagrobków. Najstarsze, prymitywne i toporne, z nieporadnie wyrytymi napisami, pochodzą z początku XIX wieku, najnowsze z lat 40. XX wieku. Wszystkie wykonane były przez miejscowych kamieniarzy.
Po drugiej stronie Brusienki odnaleźć można ruiny kaplicy św. Mikołaja, przy której niegdyś świętowano Jordan.
W Starym Bruśnie pod koniec 1891 r. Brat Albert Chmielowski otworzył pustelnię dla sióstr albertynek. Znajdowała się ona blisko dawnego cmentarza. W tej pustelni pod kierownictwem Brata Alberta formowała swoją duchowość z innymi siostrami, bł. Siostra Bernardyna Maria Jabłońska, pochodząca z pobliskich Pizun. Do niedawna była przy cmentarzu tablica informacyjna o pustelni. Druga tablica znajduje się na pomniku przy kościele parafialnym w Nowym Bruśnie.

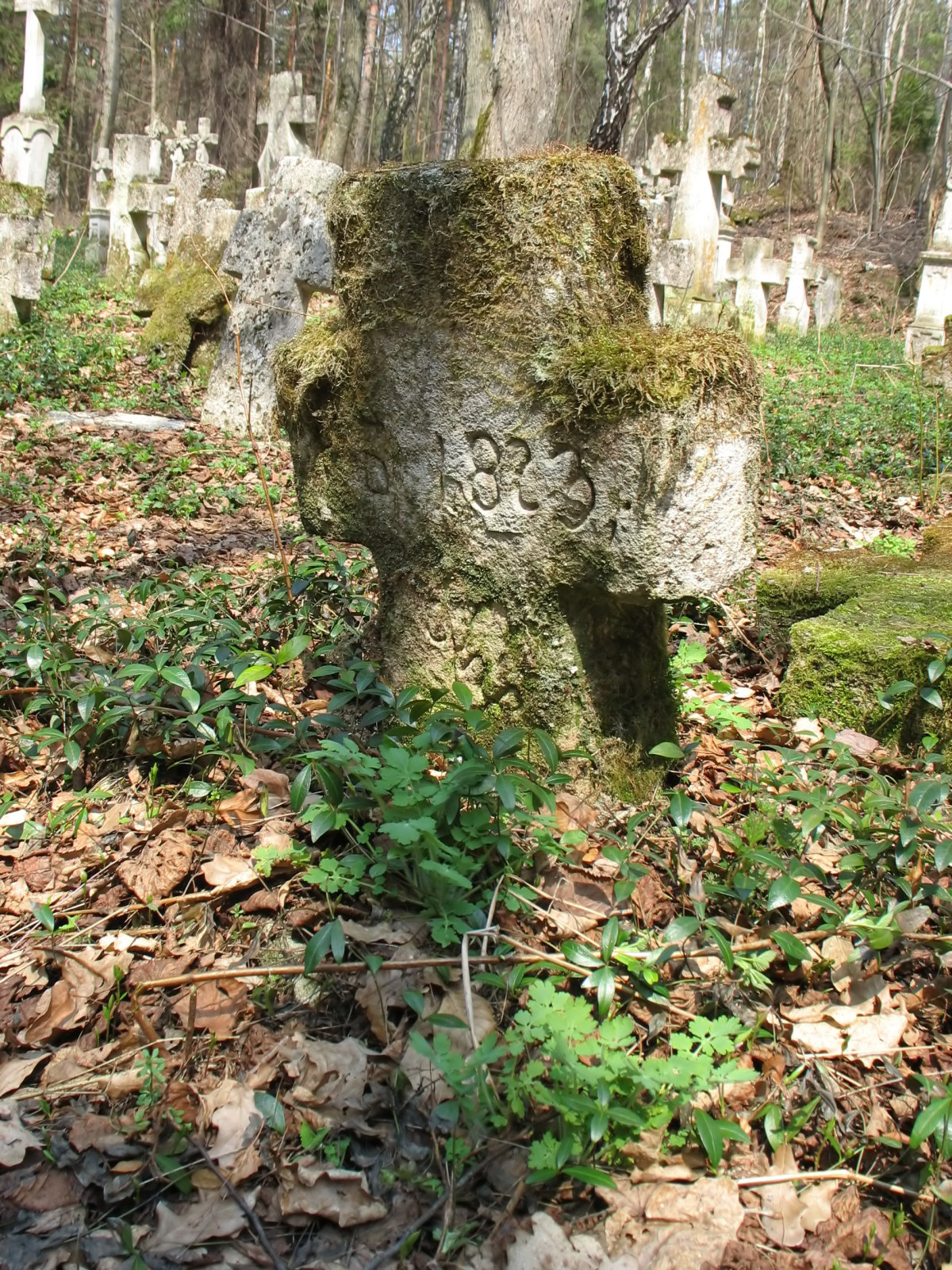
Nagrobek z 1823 r.
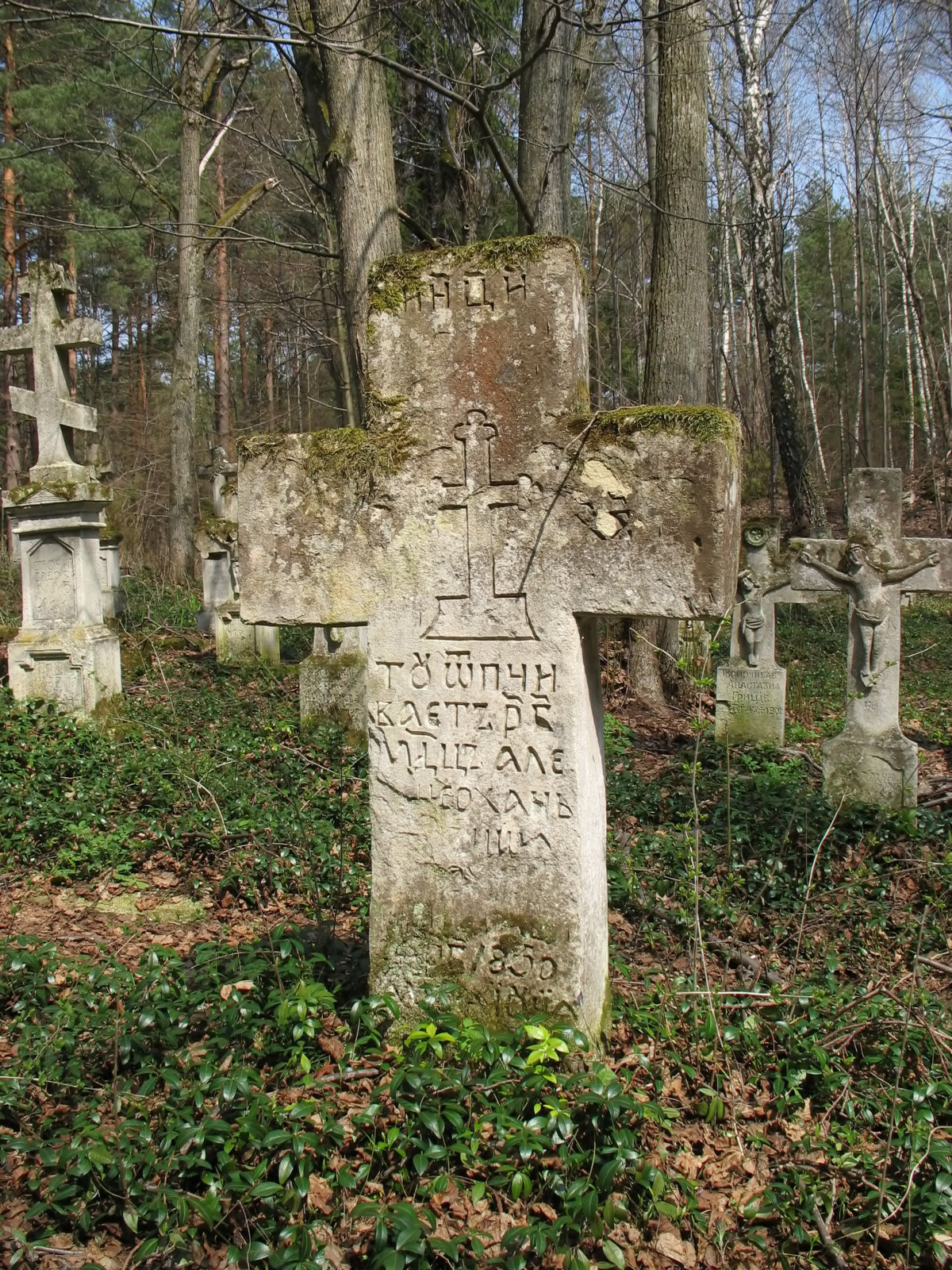
Nagrobek z 1850 r.
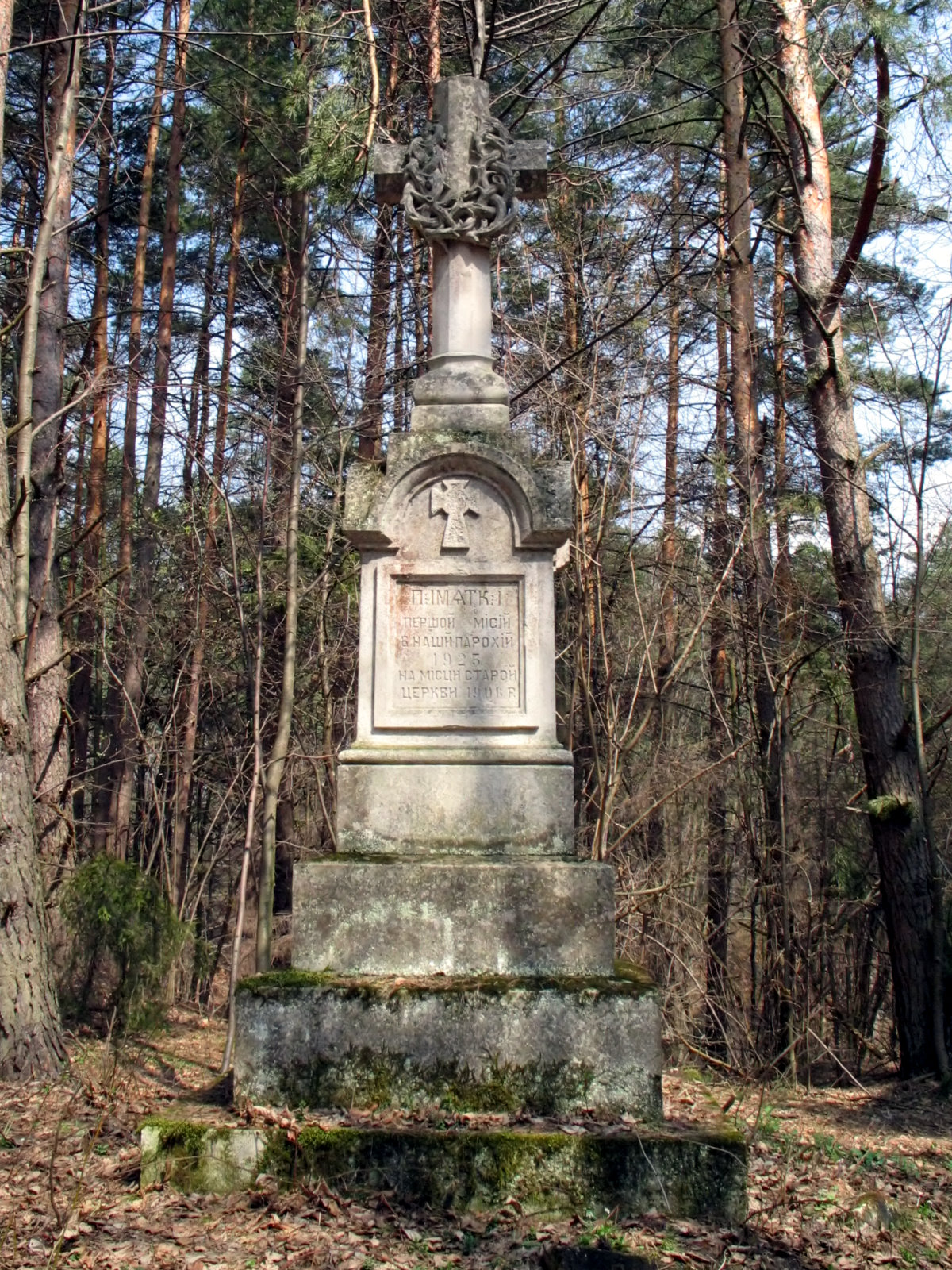
Krzyż misyjny przy fundamentach cerkwi
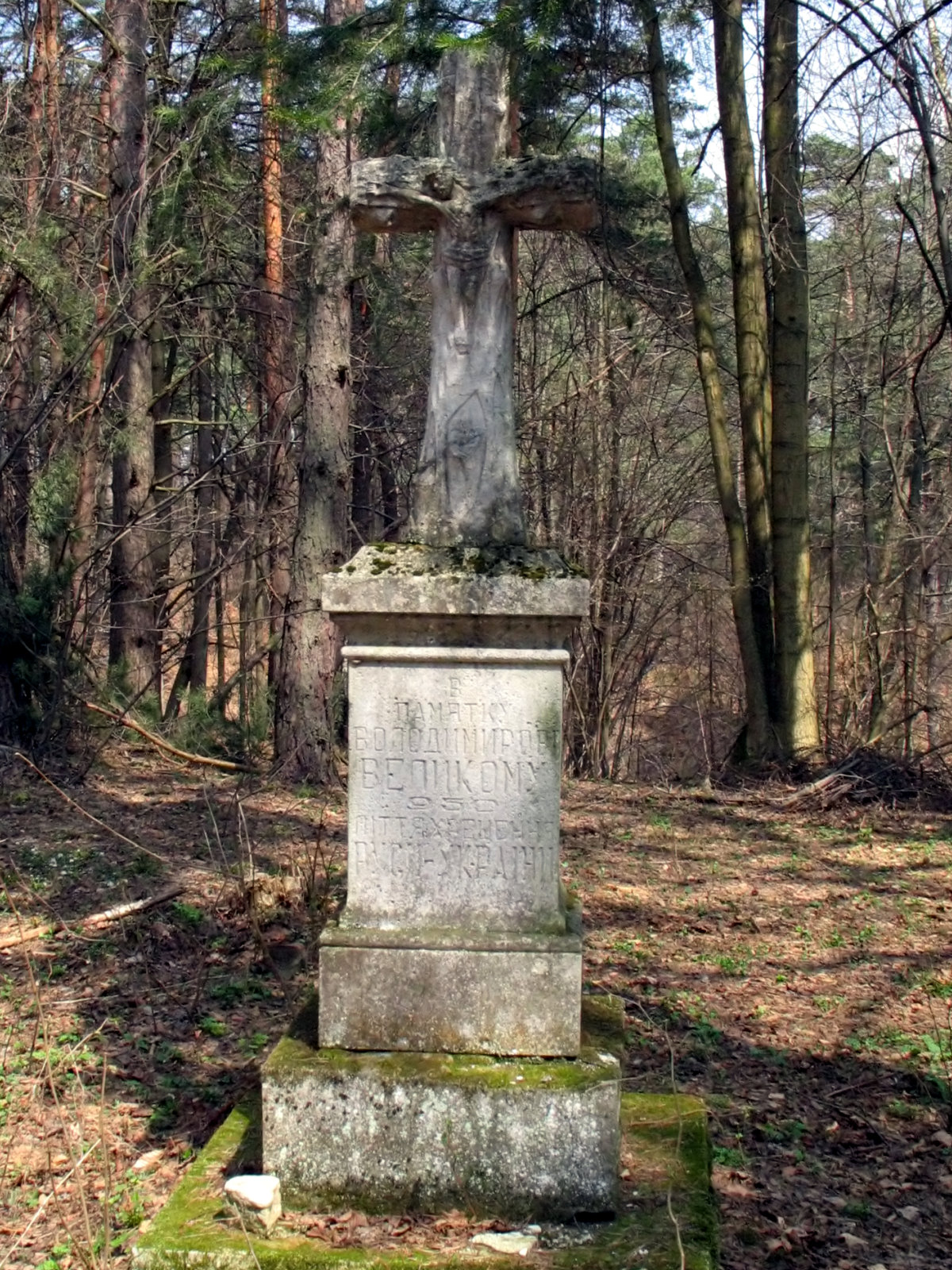
Krzyż na 950. rocznicę chrztu Rusi